# Mürrwarden
Mürrwarden ist als Bauerschaft ein Ortsteil von Langwarden in der Gemeinde Butjadingen im Landkreis Wesermarsch.

## Geschichte
Die erste Erwähnung von Mürrwarden war 1470 als „Merwerden“. Der Name leitet sich vermutlich von „Mirre“ ab, dieser steht für eine Entnahmestelle von Erdmasse. Bei Mürrwarden handelt es sich um ein Wurtendorf.
Zu Mürrwarden gehören Langwardermeide, Bummerklot und Burmeide.

## Demographie
| Jahr | Einwohner |
| ---- | --------- |
| 1737 | 40        |
| 1764 | 44        |
| 1785 | 26        |
| 1815 | 39        |
| 1855 | 172       |
| 1895 | 121       |
| 1925 | 116       |
| 1950 | 141       |
| 1961 | 90        |
| 1970 | 84        |
| 2002 | 60        |